# Hendrik Anthonie Meijer
Hendrik Anthonie Meijer (Linden nabij Hannover, 1744/1745 – Amsterdam, 19 juni 1812) was een Nederlandse orgelbouwer van Duitse komaf.
Hij was zoon van Hendrik Meijer. Hij was ten tijde van zijn overlijden getrouwd met Grietje Sonders. Het echtpaar woonde in 1812 aan de Kalverstraat; Zijn akte van overlijden meldde dat hij 66 jaar oud was.
Hij bouwde voornamelijk kleine pijporgels en huisorgels. Een van zijn werken, een kabinetorgel, oorspronkelijk gemaakt voor Edam, is te bewonderen in de Nederlands Hervormde kerk in de Stephanuskerk te Oldeholtpade. Ook het orgel van het Museum Ons' Lieve Heer op Solder zou van hem zijn.